# Давид-Неель, Александра
Александра Дави́д-Нее́ль (фр. Alexandra David-Néel, имя, данное при рождении: Луиз Эжени Александрин Мари Давид, фр. Louise Eugénie Alexandrine Marie David) 24 октября 1868, Сен-Манде — 8 сентября 1969, Динь-ле-Бен) — французская оперная певица, поэтесса и композитор, более известная как путешественница, писательница и исследовательница Тибета. Знаменита тем, что достигла столицы Тибета (Лхасы) в 1924 году, и рядом книг о Тибете.

## Биография
Александра была единственной дочерью учителя Луи Давида, гугенота и масона, республиканского активиста во время революции 1848 года и Александрины Бургманс, бельгийской католички. Родители познакомились в Бельгии, куда школьный учитель и издатель республиканского журнала был сослан, когда Луи-Наполеон Бонапарт стал императором. С ранних лет Александра интересовалась всем необычным, увлекалась чтением приключенческих романов Жюля Верна и Эмара, слушала рассказы знакомого отца географа-анархиста Элизе Реклю о странах, в которых он побывал. Благодаря тому же географу заинтересовалась анархизмом и атеизмом, также была увлечена оккультизмом.

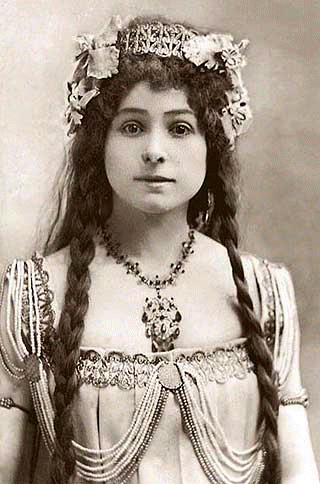
Aлександра Давид в 1886 году

В отрочестве бежала от родителей путешествовать из Франции в Испанию на велосипеде.
Обучалась в католической школе и Брюссельской консерватории. Хорошо пела и подавала надежду как пианистка. Затем родителями была отправлена в Лондон для повышения квалификации в качестве пианистки. Здесь её познакомили с основательницей теософского общества Еленой Блаватской, которая заинтересовала Александру рассказами о Тибете.
По возвращении в Париж Александра начала петь в театре «Опера комик», пела, в том числе, и оперы своего сочинения. Посещала заседания местных теософов, а также сходки анархистов. Тогда же написала атеистический трактат «Во имя жизни».

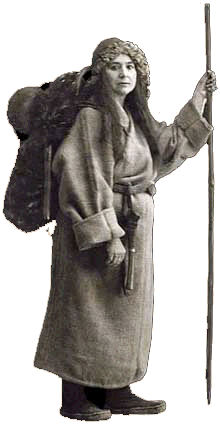
Александра Давид-Неель во время своего пребывания в Лхасе.

В 1891 году впервые посетила Индию, где в теософской коммуне изучала санскрит и йогу. Мечтала о путешествии в Гималаи, в Тибет — «волшебную страну». Этому мешало, в том числе, отсутствие денег — родители отказались помогать ослушавшейся дочери, из парижского театра Александру уволили по причине нескольких взрывов в Париже, устроенных анархистами.
В 1900 году Александра переехала в Тунис, устроилась работать в местный театр. Там познакомилась с железнодорожным инженером Филиппом Неэлем. По просьбе умирающего отца вышла замуж в 1904 году за Филиппа, но через пять недель после замужества она уехала в Париж. При финансовой поддержке своего мужа Александра вновь отправилась в Индию в 1911 году. Супруг относился к её увлечению с пониманием — с этим отъездом началась многолетняя переписка между супругами, которая не прерывалась вплоть до смерти Филиппа в 1940 году и полностью заменяла им семейную жизнь. В Индии Александра изучала индийскую культуру и религию.
Из-за невозможности проникнуть в Тибет с запада (препятствовали китайские власти), Александра с послушником-тибетцем Апхуром Йонгденом попала в Японию, потом в Корею и Китай, собравшись проникнуть в Тибет с востока. Ей это удалось сделать только в феврале 1924 года. Ей повезло — на одном из пограничных постов в ней не признали иностранку и пропустили. Позже она описала этот момент:
Я достигла Лхасы, высохшая, как скелет. В течение двух месяцев я бродила по храмам и террасам монастыря и ни одна душа не догадывалась, что впервые за всю историю человечества западная женщина видит сокровенные тайны этого закрытого города.
В Лхасе Александра увидела стены дворца Потала — резиденции Далай-ламы. Пробыв в тибетской столице два месяца, Александра отправилась в обратный путь. Уезжая не более чем на полтора года в Азию, она пробыла там четырнадцать лет — в мае 1925 года она прибыла в Гавр. По возвращении домой Александра начала читать лекции, а в 1927 году издала книгу «Путешествие парижанки в Лхасу». Лама Йонгден был ею усыновлён, и они вместе жили и работали до его кончины в 1955 году.
В 1937 году Александра во второй раз отправилась в Тибет (через СССР), но добралась только до провинции Шэньси: началась японо-китайская война. До 1946 года она прожила в Китае, странствуя по буддийским обителям и сильно бедствуя после кончины супруга в 1940 году.
После возвращения в Европу она выстроила на юге Франции, в городке Динь-ле-Бен, дом «Самтен-Дзонг» («обитель размышления»), выполнявший функцию тибетского культурного центра. Туда начали приезжать мистики, мечтавшие научиться чудесам, описанным в книге Давид-Неель. В своих книгах она рассказывала о людях, умеющих летать, умирающих и воскресающих по своему желанию. Она объясняла, что суть буддизма заключается не в этих внешних эффектах, а в изменении сознания и что на этом пути она сама пока не достигла высот. О том же она говорила на лекциях, с которыми объездила многие страны Европы.

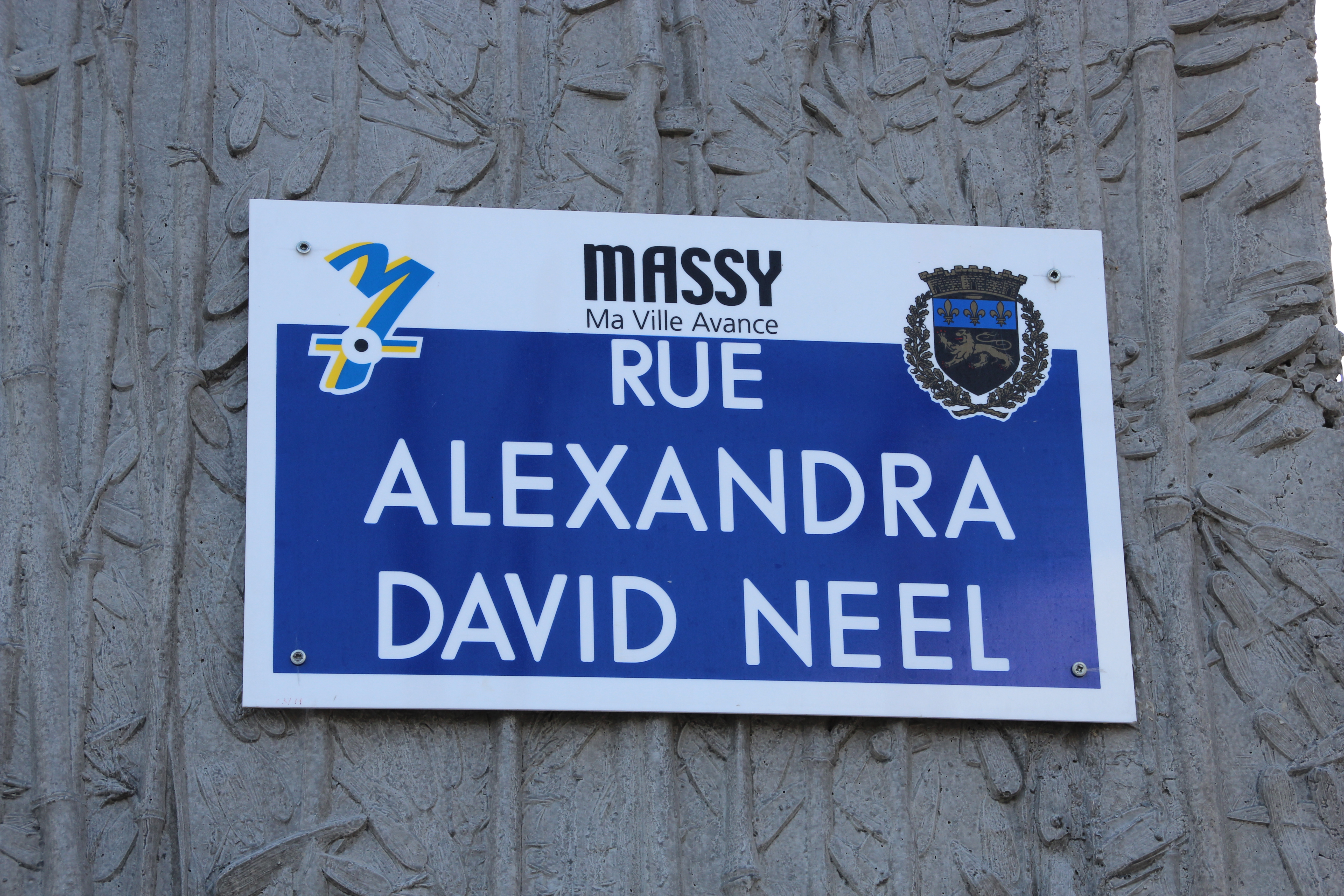
Улица в Масси, названная в честь Александры Давид-Неель.

Оставшиеся годы Александра Давид-Неель посвятила изучению культуры Тибета и написанию книг о своих путешествиях.
Своё последнее путешествие — восхождение на альпийский перевал высотой более двух тысяч метров — Александра совершила в 82 года.
Она умерла, не дожив полутора месяцев до своего 101-го дня рождения. Прах её был развеян над водами Ганга.
В Дине, где она жила последние годы, Александру считали чудачкой и фантазёркой. Местные жители были немало удивлены, когда через двадцать лет после её смерти в «Обители размышлений» побывал Далай-лама, почтивший её память.

## Произведения, переведённые на русский язык
см. также более полный список (фр.) или (англ.)
Наиболее известные
- «Путешествие парижанки в Лхасу» (1927)
- «Мистики и маги Тибета» (1929) («Магия и тайна Тибета»)
- «Посвящения и посвящённые в Тибете» (1932)

### Романы
- «Лама Пяти Мудростей» (1935)
- «Магия любви и чёрная магия» (1938) («Магия любви и чёрная магия, или Неизвестный Тибет»)
- «Могущество Ничто» (1954)